# 노무라 홀딩스
노무라 홀딩스 주식회사(일본어: 野村ホールディングス株式会社, 영어: Nomura Holdings, Inc.)는 도쿄도 주오구에 본사를 둔 일본의 주요 투자 은행·증권 지주회사이다. 주요 그룹사로 노무라 증권이 있다.
노무라 홀딩스는 2008년 세계 금융위기를 일으키고 파산한 리먼브라더스의 아시아태평양 사업을 인수하였다. 그러나 이후 이뤄진 검증에서 인수가 긍정적인 효과를 내지 못했다고 평가하였다.